# Hafez Ghanem
Pour les articles homonymes, voir Ghanem.
Hafez Ghanem est économiste et chercheur associé principal au Policy Center for the New South.

## Biographie

### Éducation
Il obtient une licence et un master en économie de l'Université américaine au Caire, ainsi qu'un doctorat en économie de l'université de Californie à Davis.

### Carrière
Ghanem commence sa carrière à l'Institut international de recherche sur les politiques alimentaires (IFPRI) à Washington, D.C., où il conduit des recherches sur l'agriculture et le développement rural, en se concentrant sur l'amélioration de la sécurité alimentaire et la réduction de la pauvreté dans les pays en développement,.
En 2008, Ghanem intègre la Banque mondiale en tant qu'économiste principal, où il participe à l'élaboration de stratégies visant à promouvoir une croissance inclusive et un développement durable. Il occupe plusieurs postes de direction, notamment celui de vice-président pour l'Afrique et vice-président pour le Moyen-Orient et l'Afrique du Nord.
Dans son rôle de vice-président pour l'Afrique, il supervise les opérations de la Banque mondiale et le dialogue politique avec les pays africains, s'efforçant de résoudre les problèmes de développement les plus pressants tels que la pauvreté, les inégalités et les conflits,. Sous sa direction, la Banque mondiale lance de nombreuses initiatives pour soutenir la diversification économique, la création d'emplois et l'inclusion sociale en Afrique,.
En tant que vice-président pour le Moyen-Orient et l'Afrique du Nord, il œuvre pour la transition vers des systèmes économiques plus inclusifs et durables,. Il dirige des efforts visant à renforcer l'intégration régionale, améliorer la gouvernance et la responsabilité, et stimuler le développement du secteur privé dans les pays affectés par les conflits et l'instabilité politique.
Entre 2007 et 2012, il est sous-directeur général de l'Organisation des Nations unies pour l'alimentation et l'agriculture (FAO).